# Никола Спасов (офицер)
Никола Спасов Спасов е български офицер, генерал-майор от инженерните войски, участник в Балканската (1912 – 1913) и Междусъюзническата война (1913), временен командир на дружина от 9-а пехотен пловдивски полк през Първата световна война (1915 – 1918).

## Биография
Никола Спасов е роден на 7 февруари 1880 г. в Пазарджик, Османска империя. През 1902 г. завършва Военното на Негово Княжеско Височество училище и е произведен в чин подпоручик. През 1905 г. е произведен в чин поручик, а през 1909 г. в чин капитан. Служи в 10-и пехотен родопски полк. Взема участие в Балканската (1912 – 1913) и Междусъюзническата война (1913).
Капитан Никола Спасов взема участие в Първата световна война (1915 – 1918) като временен командир на дружина от 9-а пехотен пловдивски полк, на 5 декември 1916 г. е произведен в чин майор, като за службата си като времене командир „за отличия и заслуги през втория период на войната“ съгласно заповед № 355 от 1921 по Министерството на войната е награден Орден „Св. Александър“ IV степен с мечове по средата.
Служи като дружинен командир в 28-и пехотен полк, на 1 април 1919 г. е произведен в чин подполковник. По-късно служи като помощник-интендант на 2-ри пехотен искърски полк и на 5-и пехотен дунавски полк. На 26 март 1925 г. е произведен в чин полковник и от същата година с Министерска заповед № 7а е назначен на служба в 1-ви пехотен софийски полк. През 1926 г. с Министерска заповед № 9 е назначен за ревизор в Главното интендантство. От 1932 до 1934 г. е главен интендант на Министерството на войната. На 30 април 1933 г. е произведен в чин генерал-майор, а през следващата година е уволнен от служба.

## Семейство
Генерал-майор Никола Спасов е женен и има 2 деца.
Архивът на генерал-майор Никола Спасов се съхранява в личен фонд № 05 от Държавния военноисторически архив и се състои от 1 опис и 6 архивни единици.

## Военни звания
- Подпоручик (1902)
- Поручик (1905)
- Капитан (1909)
- Майор (5 декември 1916)
- Подполковник (1 април 1919)
- Полковник (26 март 1925)
- Генерал-майор (30 април 1933)

## Награди
- Орден „Св. Александър“ IV степен с мечове по средата (1921)

## Образование
- Военно на Негово Княжеско Височество училище (до 1902)